# Цифровий медіаплеєр

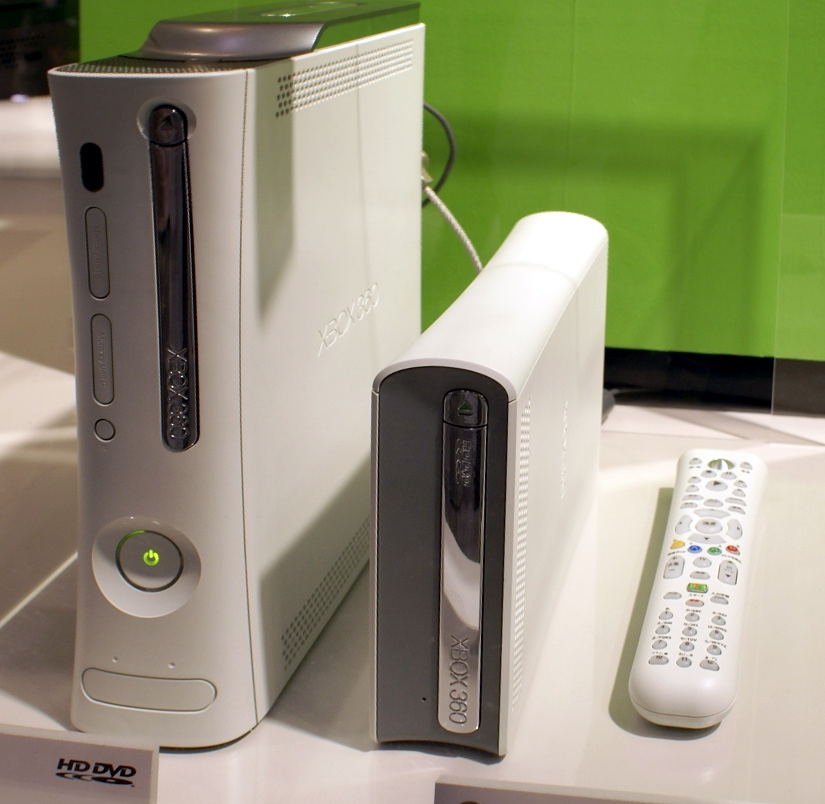

Цифровий медіаплеєр (англ. Digital Media Player) — пристрій домашньої електроніки. Плеєр виконує роль «посередника» між Інтернетом або домашньою мережею і звичайним телевізором, що дозволяє виводити файли з мережі безпосередньо на великий екран. Пристрій підключається до телевізора або AV-ресивера, управління здійснюється з пульта дистанційного керування.

## Основні функції
Мережевий медіаплеєр можна підключити до будь-яких телевізорів, в тому числі і ЕПТ, проте, повною мірою оцінити роботу пристрою можна тільки з телевізорами класу Full HD з інтерфейсом HDMI. Крім файлів стандартної роздільної здатності, плеєр відтворює всі популярні формати відео високої роздільної здатності (HD) — VC-1, WMV9, H.264, DivXHD. У цьому аспекті мережевий медіаплеєр є аналогом Blu-Ray програвача, однак джерело контенту — Інтернет, а не диски. Крім того, медіаплеєри (залежно від компанії-виробника і моделі), здатні також підтримувати найбільш поширені в мережі кодеки, використовувані для стиснення об'ємних відео файлів, в першу чергу містять відео високої чіткості — H.264, VC-1, особливо стереоскопічний контент — AVC, MVC, SIFF і аудіо файлів з багатоканальним звуком — Dolby TrueHD , DTS-HD High Resolution Audio, DTS-HD Master Audio, FLAC. Мережевий медіаплеєр може бути оснащений вбудованим BitTorrent — клієнтом.
Існують медіаплеєри як з вбудованим жорстким диском (HDD), так і без нього. Залежно від цього, мережевий медіаплеєр може або просто програвати дані з Інтернету — в тому числі потокове відео, інтернет-телебачення та аудіо контент, або зберігати медіа-файли для подальшого використання.
Мережевий медіаплеєр також може виконувати функцію медіасервера зберігання та обміну файлами для організації домашньої медіатеки і застосовуватися як компонент UPnP і DLNA мережі. З екрана телевізора користувач отримує можливість використовувати різноманітні сервіси і додатки, доступні в Інтернет. Список додатків і сервісів може бути фіксованим (тобто користувач має доступ тільки до певного числа сервісів), а може бути відкритим для доповнень і змін.
Всі мережеві медіаплеєри, як правило, також оснащені USB інтерфейсом.

## Конструктивно-функціональний склад
Конструктивний склад медіа-плеєрів:
- Корпус (розміром від звичайної книги до повнорозмірного AV-ресивера),
- Чипсет (апаратні декодери),
- блок живлення.

На чипсет лягає вся функціональність медіа-плеєра, а не тільки декодування відео та аудіо файлів: підтримка різних інтерфейсів (USB 2.0, USB 3.0). Застосовуються чипсети в основному двох фірм: Realtek і Sigma Designs. Моделі чипсетів від Sigma Designs для медіа-плеєрів позначаються SMP і чотиризначним числом, наприклад SMP8642:
- перші дві цифри з яких — позначення архітектури відео-процесора ("86" для одно-ядерного MIPS32 @ 74k, а "10" для двох-ядерного MIPS32 @ 1004k),
- третя — серія,
- четверта — модель.

Перші FullHD чипсети були серії 863x декодуючі відео H.264 (шини пам'яті 300 МГц і відео-процесор 133 МГц) і звук DTS, DD (два 2 аудіо-процесора 300 МГц), нині не випускаються. Усі наступні чипсети також підтримують відео високої чіткості (в 12-ти бітній передачі кольору xvYCC) і стереоскопічне (RealD), декодують звук DTS, DD, DTSMA, TrueHD, мають інтерфейс HDMI 1.4a.